# Un bébé sur les bras
Pour plus de détails, voir Fiche technique et Distribution.
Un bébé sur les bras (Nobody's Baby) est un film américain réalisé par David Seltzer, sorti en 2001.

## Synopsis
Un petit délinquant, fraîchement évadé de prison, se retrouve par de funestes circonstances à devoir s'occuper d'un mignon bambin. Désœuvré, il trouve de l'aide dans une bourgade paumée où son amour pour le délicieux bébé ne cesse de croître de jour en jour.

## Fiche technique
- Titre français : Un bébé sur les bras
- Titre original : Nobody's Baby
- Réalisation : David Seltzer
- Scénario : David Seltzer
- Musique : Joseph Vitarelli
- Photographie : Christopher Taylor
- Montage : Hughes Winborne
- Production : Boaz Davidson, Harvey Kahn, Gary Oldman & John Thompson & Douglas Urbanski
- Sociétés de production : Cinerenta Medienbeteiligungs KG, Front Street Pictures, Lions Bay, Millennium Films & SE8 Group
- Société de distribution : Artisan Entertainment
- Pays :  États-Unis
- Langue : Anglais
- Format : Couleur - Dolby Digital - 35 mm
- Genre : Comédie dramatique
- Durée : 108 min

## Distribution
- Skeet Ulrich : Billy Raedeen
- Gary Oldman (VF : Vincent Violette) : Buford Dill
- Radha Mitchell : Shauna Louise
- Mary Steenburgen (VF : Elisabeth Fargeot) : Estelle
- Gordon Tootoosis : Dog Havasu
- Anna Gunn : Stormy
- Peter Greene : Vern
- Matthew Modine : Sonny
- Ed O'Neill : Norman Pinkney
- Caroline Aaron : Dr Bennet
- Michael Monks : Huntoon